# Stadion Miejski w Suboticy
Stadion Miejski (serb. Градски стадион, Gradski stadion) − stadion piłkarski i lekkoatletyczny mieszczący się w Suboticy, na którym domowe mecze rozgrywa miejscowy klub, Spartak Zlatibor Voda. Pojemność stadionu wynosi 13000 miejsc.